# Marcus Whitman
Pour les articles homonymes, voir Whitman.
Marcus Whitman (né le 4 septembre 1802, mort le 29 novembre 1847) est un missionnaire américain qui a été assassiné avec son épouse et 12 autres personnes dans le territoire de l'Oregon.

## Biographie
Né en 1802 à Federal Holow (actuellement Rushville) dans l'État de New York, Marcus Whitman est un des descendants de John Whitman qui est arrivé dans la colonie de la baie du Massachusetts en 1638. Il étudie la médecine et pratique au Canada et à Wheeler dans l'État de New York.

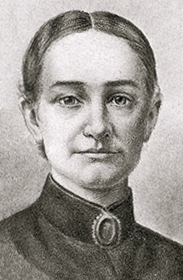
Narcissa Whitman sa femme

En 1834, il s'engage dans l'American Board of Commissioners for Foreign Missions et se rend dans le Montana et l'Idaho pour évangéliser les tribus amérindiennes dont les Nez-Percés, et il soigne des trappeurs atteints du choléra. Il rentre alors à New York, et à la suite d'un appel du pasteur Samuel Parker retourne dans l'Ouest en tant que volontaire. En 1836, il se marie avec Narcissa Prentiss, professeur de physique-chimie. Ils ont une fille née en 1837, la première anglo-américaine née en Oregon, morte en bas âge. Le couple Whitman adopte alors plusieurs enfants orphelins et construit une école. En mai 1836, ils se joignent à un groupe de missionnaires qui vont vers l'ouest avec 7 charriots couverts, chacune tirée par six mules. Ils établissent plusieurs campements dans la région des Cayuses, à proximité de la ville actuelle de Walla Walla.
En 1843, Whitman voyage vers l'Est et aide à son retour un groupe de pionniers venant de Fort Hall en Idaho. Il n'a pas trop de succès dans l'évangélisation des Cayuses, et reporte ses efforts sur les migrants. L'afflux de ces nouveaux arrivants conduit à l'émergence de nouvelles maladies infectieuses parmi les tribus amérindiennes qui n'ont pas l'immunité des migrants, avec en particulier une importante épidémie de rougeole en 1847. Les Whitman soignaient aussi bien les Amérindiens que les migrants, mais la moitié des Amérindiens périssent ainsi que la quasi-totalité de leurs enfants. Les Cayuses tiennent les Whitman comme responsables de leurs maladies, et les massacrent le 29 novembre 1847, avec 12 autres personnes du campement. Cet évènement marque le début de la guerre Cayuse.

## Postérité

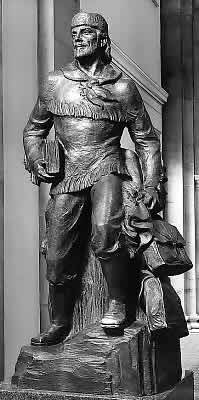
Statue de Marcus Whitman

La personnalité de Whitman est célébrée en Oregon, où il existe un College Whitman, une gare et un comté à son nom.
L'emplacement de la mission où a eu lieu le massacre, Whitman Mission National Historic Site, a été classé site historique national en 1963.